# Breakin' Down
«Breakin' Down» es una canción de la banda de heavy metal estadounidense Skid Row, fue el segundo sencillo de su tercer álbum Subhuman Race lanzado en 1995.
La canción escrita por el guitarrista Dave Sabo, es una de las baladas y una de las canciones que más destacó en el álbum Subhuman Race, siendo incluida en la banda sonora de la película protagonizada por Christopher Walken The Prophecy.
A pesar de que fue una de las canciones más difundidas del álbum, su videoclip no tuvo la difusión de trabajos de años anteriores y no logró entrar en las listas estadounidenses, destacando si un número #48 en el UK Singles chart.
Un remix de la canción está incluido en el álbum recopilatorio de la banda 40 Seasons: The Best of Skid Row.

## Lista de canciones
Set de CD, parte 1 de 2.
1. «Breakin' Down» (Versión LP)
2. «Firesign» (Demo)
3. «Slave to the Grind» (en vivo)
4. «Monkey Business» (en vivo)

Set de CD, parte 2 de 2.
1. «Breakin' Down» (Versión LP)
2. «Frozen» (Demo)
3. «Beat Yourself Blind» (en vivo)
4. «Psycho Therapy» (en vivo) [Versión de The Ramones]

Edición alemana
1. «Breakin' Down» (Versión LP)
2. «Firesign» (Demo)
3. «Frozen» (Demo)

Edición limitada para el Reino Unido, vinilo
1. «Breakin' Down» (Versión LP)
2. «Riot Act» (en vivo) - Grabado en el Astoria, Londres, Inglaterra, marzo de 1995.

- Datos: Q4353835